# Katolickie Stowarzyszenie Filmowe im. św. Maksymiliana Marii Kolbego
Katolickie Stowarzyszenie Filmowe im. św. Maksymiliana Marii Kolbe – polskie stowarzyszenie zrzeszające osoby fizyczne i prawne zainteresowane rozwojem, realizacją oraz dystrybucją filmów i innych form medialnych służących Kościołowi katolickiemu i wiernym. Działa na rzecz formacji duchowej twórców i odbiorców zgodnie z etyką i nauką społeczną Kościoła, podnosząc poziom polskich filmów, programów telewizyjnych i innych środków audiowizualnych kształtujących postawy etyczno-moralne w duchu wiary. Siedziba stowarzyszenia mieści się w Warszawie przy ul. Barskiej 2.

## Historia
Stowarzyszenie powstało z inicjatywy działającej od 1983 roku Grupy Filmowców Katolickich im. o. Maksymiliana Marii Kolbe. W 1986 roku zorganizowano pierwszy Festiwal Filmów Religijno-Moralnych w Niepokalanowie, który w 1993 roku przekształcił się w Międzynarodowy Katolicki Festiwal Filmów i Multimediów. Oficjalna rejestracja stowarzyszenia nastąpiła 8 listopada 1990 roku. Zostało ono zaakceptowane przez Konferencję Episkopatu Polski na wniosek biskupa Adama Lepy. Pierwszym prezesem był Julian Kulenty.

## Działalność
Stowarzyszenie realizuje swoją misję poprzez różnorodne inicjatywy w dziedzinie mediów katolickich. Od 1986 roku jest głównym organizatorem Międzynarodowego Katolickiego Festiwalu Filmów i Multimediów „Niepokalana”, promującego twórczość inspirowaną wartościami chrześcijańskimi. W zasobach archiwalnych Stowarzyszenia znajduje się około 6800 filmów zgłoszonych na przestrzeni lat.
W latach 1991–1998 Stowarzyszenie współinicjowało reaktywację Radia Niepokalanów oraz stworzenie Telewizji Niepokalanów, późniejszej TV Puls. Od 1992 roku powoływało Kluby Wideo Edukacja 2000, których powstało ponad 340 w Polsce, Niemczech i na Ukrainie. W 1993 roku uruchomiło Centrum Edukacji 2000, szkolące młodych dziennikarzy.
Stowarzyszenie jest członkiem Międzynarodowej Organizacji Filmu i Audiowizji (OCIC) od 1993 roku.
W 2017 roku, po wycofaniu się Klasztoru Niepokalanów ze współorganizacji festiwalu, Stowarzyszenie zmieniło nazwę wydarzenia na Międzynarodowy Katolicki Festiwal Filmów i Multimediów „Niepokalana” oraz zaktualizowało logo i adres strony internetowej.

## Honorowi członkowie
Do honorowych członków stowarzyszenia należą i należeli m.in.:
- Bronisław Dąbrowski
- Władysław Miziołek
- Jan Chrapek
- Zbigniew Kraszewski
- Feliks Folejewski
- Zdzisław Peszkowski
- bp Adam Lepa
- Marian Błażej Kruszyłowicz
- o. Stanisław Piętka OFMConv
- Angela Ann Zukowski